# Índice de pobreza humana
O Índice de Pobreza Humana (IPH) serve como indicador da taxa de pobreza que existe em determinado país;
Pondera de três variáveis:
1. Curta duração da vida (o percentual da população, em cada país, que não atinge os 40 anos);
2. Falta de educação elementar (o percentual da população analfabeta);
3. Falta de acesso aos recursos públicos e privados (percentagem composta das pessoas com falta de acesso ao serviço de saúde, água potável e nutrição razoável).

O IPH considera diversos indicadores para verificar a porcentagem de pessoas em uma população que sofre de privações em quatro dimensões básicas da vida: a longevidade, o conhecimento, a provisão econômica e a inclusão social (MAGNOLI, Demétrio, 2005).